# 扇ノ山
扇ノ山（おうぎのせん）は、兵庫県と鳥取県にまたがる山で、標高1,309.9m。関西百名山や日本三百名山に選ばれている。
中国・近畿地方の代表的な火山の一つで、山麓には湯村温泉や岩井温泉がある。西日本では山スキーの人気地の一つでもある。

## 概要
大山とならぶ鳥取県の「火山の両横綱」とされており、中国・近畿地方の代表的な火山である。鳥取平野西部からよく見える山であるとともに、日本海に近い高山でかつては航海の目印にもされていた。山頂には二等三角点「扇ノ山」（標高1309.97m）がある。
10数万年前まで何度か活動した火山で、噴出した溶岩による台地地形がまだ浸食が進んでいない。そのため山頂からはなだらかな山容で、四方には様々な高原が広がっている。これらの高原は農業やレジャーの地になっているほか、なだらかで雪が多いことから西日本の山スキーの名所の一つになっている。
高原地帯の辺縁部は著しい浸食があり、各地で険しい断崖や峡谷を形成し、さまざまな滝がある。雨滝（日本の滝百選）、諸鹿川渓谷（21世紀に残したい日本の自然百選）などがその典型である。一帯は氷ノ山後山那岐山国定公園の北の端をなしている。

### 名称
扇ノ山は鳥取平野からみえる代表的な高山である。鳥取県側から見た扇ノ山の山容は、山頂からなだらかな尾根筋が南北両翼に連なっており、扇を広げた姿に見立ててこの名がついたと考えられている。古くは「扇仙」、「扇嶽」などの異表記がある。
東の兵庫県側からは山容は見えず、主に「畑ヶ平」（はたけがなる）と呼ばれていた（畑ヶ平高原参照）。

## 地形・地質
大山火山系に分類され、第三紀の終わり、おおむね鮮新世から第四紀の更新世にかけて何度も活動した火山である。
珍しいタイプの火山で、もともと中新世に形成された緑色凝灰岩を中心とする堆積岩による古い中国山地があり、これが標高600-700mまで侵食されて低地性の山地を形成していたところを、鮮新世にこの基盤を突き破って火山活動が起きた。このとき形成されたのは主に流紋岩や安山岩である。火山活動が始まった時期については、放射年代測定は得られていないものの、古い溶岩の磁気や他の火山灰層との上限関係に基づいて推定されており、少なくとも73万年前より以前であると考えられている。また、同様の手法で火山活動の終期は10数万年前とされている。
この間、断続的に十数回の噴火を繰り返した。噴出源（火口）はいまの県境に沿って移動しており、厳密には複数の単成火山から成る火山群である。それぞれの火口から流れ出た溶岩は古くに形成されていた浸食谷を埋め、山全体として緩やかな斜面を形成した。火山活動は大きく3期（ⅠからⅢ期）に分けられており、凝灰岩の角礫と更新世の噴火による玄武岩や安山岩が層を成している。山頂付近には「穴ヶ原」と呼ばれる窪地地形があり、かつての火口と考えられている。
火山活動のⅠ期には、主に玄武岩質安山岩の溶岩を噴出し、若桜町の来見野川にある「屏風岩」はこのときできたものである。Ⅰ期の後期には玄武岩質の溶岩の流出が少なくとも5度に渡ってあった。このときの岩は袋川上流の雨滝まわりの渓谷で露頭を形成している。Ⅰ期とⅡ期のあいだには有意な河川浸食が認められており、Ⅱ期には北西方向や南方向へ溶岩流が進出した。
このあと大山の火山灰層を挟んでⅢ期の溶岩流があり、これが上山高原、畑ヶ平高原、河合谷高原 、広留野高原といった平坦部を形成した。これらの溶岩台地は火山地形としては比較的新しく、浸食されずに原型がよく残されている。特に標高800m以上では浸食がまだ進んでおらず、火山砕屑岩がみられ、四方になだらかな溶岩台地が残っていて高原状になっている。平坦部には大山由来の火山灰が堆積して黒ボク土壌になっており、植生が豊かで、一部は耕作地として利用されている。特に、全般的に急斜面地の多い鳥取県の中では、河合谷高原は県内一、二の広さをもつ高原である。これらの高原の辺縁部は開析が進んでいて、大きな滝をいくつも作り、深いV字渓谷が形成されている。
- 上山高原 - 北に桂の滝、シワガラの滝、布滝など。南に霧ヶ滝渓谷や赤滝渓谷があり、霧ヶ滝などがある[9][17]。
- 畑ヶ平高原 - 上山高原から霧ヶ滝渓谷を経た南側に広がる。兵庫県側からはこの高原に遮られて扇ノ山全体が見えず、「畑ヶ平」が山の呼び名だった[9][17]。
- 河合谷高原 - 辺縁部に雨滝（日本の滝百選）などの「四十八滝」がある。北には天神池・天神滝があり、蒲生川へと続いている[3][18]。
- 広留野高原 - 南の来見野渓谷（諸鹿渓谷）には大鹿滝（日本の自然百選[3]）をはじめ多くの滝がある[9][18]。火山砕屑物が堆積してできた火砕丘があり、1971（昭和46）年に見つかった直径約1mの紡錘形の火山弾が「扇ノ山の火山弾」として鳥取県の天然記念物に指定されている[19]。

火山活動の末期には、各火口の周囲でスコリア、火山礫などの噴出物が降り積もって砕屑丘が形成された。山頂北側の「大ズッコ」（1,273m）、「小ズッコ」（1,149m）、上山高原の「上山」（946m）、広留野高原北端の円錐台形の小山（930m）などがこれにあたる。また、山頂そのものはⅠ期より以前の鳥越火砕岩層と呼ばれる第三紀の照来層群の一種でできており、扇ノ山の火山体ではない。
火山としては、かつては「楯状火山」（アスピーデ）ないし「鐘状火山」に分類されていた。また、最後に噴火したのは約40万年前とされており「死火山」に分類されていたが、近年はこうした用語・分類自体が用いられない。（火山#火山の分類参照）
扇ノ山を源流とする川には、鳥取県側では千代川の支流袋川、蒲生川、兵庫県側では岸田川などがある。南西山麓の若桜町角谷ではヒスイを産する。

### 菅野湿原
菅野湿原は扇ノ山の北西山麓にあるミズゴケ中心の湿原で、天然記念物に指定されている。南と北には千代川の支流による浸食谷があるが、菅野湿原のあたりは標高400m前後の台地となって侵食に取り残されている。湿原はその台地の中央付近の窪地状の一帯にある。
湿原の地層は厚さ5m超の泥炭層と大山火山灰層が積み重なっていて、5mの泥炭層に含まれる花粉の分析から、このあたりの過去1万年間の気候変動を知る手がかりになる。
| 地層の深さ | おおよその年代  | 代表的な花粉                 | 推定される気候等                               |
| 0-1m       | 1500年前        | マツ、イネ科、ソバ           | 気候が大きく変わり、ヒトの生活利用の影響がある |
| 1-2.5m     | 4000年前        | ブナ、ミズナラ、スギ         | 涼しくなり、植物が増える                       |
| 2.5-3m     | 不明            | 花粉がほとんどみられない時代 | 植生不明                                       |
| 3-5m       | 9000-8000年前   | ツガ、ミズメ                 | やや暖かくなり、後氷期へ移行                   |
| 5m-        | 12000-10000年前 | ブナ、ミズナラ、スギ         | 現在よりも400-500mほど森林帯が低い             |

## 自然
山の誕生後、気候変動や大山の噴火によって環境が大きく変わった。また、標高が高い高原や険しい谷、湿原、滝など多様な環境である。氷河時代の生き残りとみられる寒地性植物がみられるほか、滝が多く、滝周辺に特有の植物群落が多く見られる。

### 植物
全山でチシマザサが茂っているほか、鳥取県内では唯一、北方性のタケシマランが自生している。標高の高い部分では湿地性のザゼンソウ、サンインシロカネソウなどが分布する。なかでも岸田川源流の滝や雨滝一帯に自生するタジマタムラソウは1919年に新種とされた。このほか、ミズトラノオゴケ、マルバマンサク、アサクラザンショウ、ヤマアサクラザンショウなども扇ノ山一帯を特産とする植物である。分布学上の顕著なものは、ヨコワサルオガセ、アカウラカワイワタケ、イワタケなど樹皮や岩石のつく地衣類や、ヤナギゴケなどである。
自然林では、ブナ、カエデ類（ハウチワカエデやイタヤカエデなど）、ミズナラ、スギが残されている。明治以降の開発によってブナ林は大きく損なわれたが、南斜面の標高が高い部分にはブナの原始林がある。このほか渓谷部ではトチノキ、ホオノキ、サワグルミ、カツラ、イタヤカエデ、が自然林を形成している。
河合谷高原などでは開墾によって自然林が失われたが、いまはブナの植林が行われている。兵庫県側では道路の開削が進み、原生林は畑ヶ平高原の一部にしか残されていない。
このほか、ウド、ギボウシ、フキ、ゼンマイ、ワラビ、スズノコ（ササの一種スズタケの若芽）などの山野草が自生し、春の山菜採取地にもなっている。

### 動物
扇ノ山の一帯はツキノワグマ、ヤマネなどの野生哺乳類、イヌワシ、クマタカ、オオタカなどの猛禽類、オオムラサキやギフチョウといった稀少な蝶類などの生息地になっている。川にはハコネサンショウウオやヒダサンショウウオが生息。

## 登山・行楽
大部分のエリアが氷ノ山後山那岐山国定公園に指定されていて、同公園の北限域になっている。国有林の扇ノ仙森林スポーツ林があり、バードウォッチングスポットにもなっている。
谷が深く、繁茂するチシマザサに阻まれて、かつては冬の雪山登山しか不可能だった。
また、交通が不便でヒュッテなども整備されておらず、宣伝もされていなかった。一方、近くの氷ノ山のほうは大山に次ぐ鳥取県第2位の標高がありながら、登りやすい山で広く宣伝されていた。こうしたことも、扇ノ山の夏季登山が行われなかった理由になっていた。
一方、中国・近畿地方でも特に雪が多く、西日本の山スキー愛好家にとってはシーズン早くからシーズンの終わりまでスキーを楽しめる「山スキーのメッカ」となっていた。
いまは標高900m付近まで車道が整備され、そこから1時間あまりで山頂に到達できる登山道がいくつも整備されている。

### 登山
なだらかな斜面のため、さまざまな登山路がある。主要なルートは北の河合谷高原経由で、中国自然歩道になっている。河合谷高原には「水とのふれあい広場」が設けられており、ここから約1時間で山頂に至る。

山頂には1994年に木造2階建ての避難小屋が建てられた。この小屋の2階からは、妙見山、鉢伏山、氷ノ山、東山、沖ノ山を一望し、西には大山を見ることができる。北は日本海、西は鳥取平野を望み、東は岸田川の渓谷を見下ろす。

### 山スキー
扇ノ山はこの一帯で最も雪が多い。1956（昭和31）年の『山と高原』によれば、例年11月上旬に初雪があり、12月中旬からじゅうぶんな積雪が得られる。その後、4月いっぱいか、雪が多い年であれば5月中もスキーができたという。
山頂からはなだらかな斜面が続いており、長いコースでは山麓まで平均12度ほどの傾斜が数キロも続く。また、標高1200m以上の山頂近辺だけでも平均17度のゲレンデとなり、鞍部で自然停止できるほどの広さがある。ただし、谷部には急峻な断崖があるためコースを誤ると極めて危険である。
兵庫県側の上山高原、鳥取県側の河合谷高原がとくに山スキーの地として知られている。

## ギャラリー

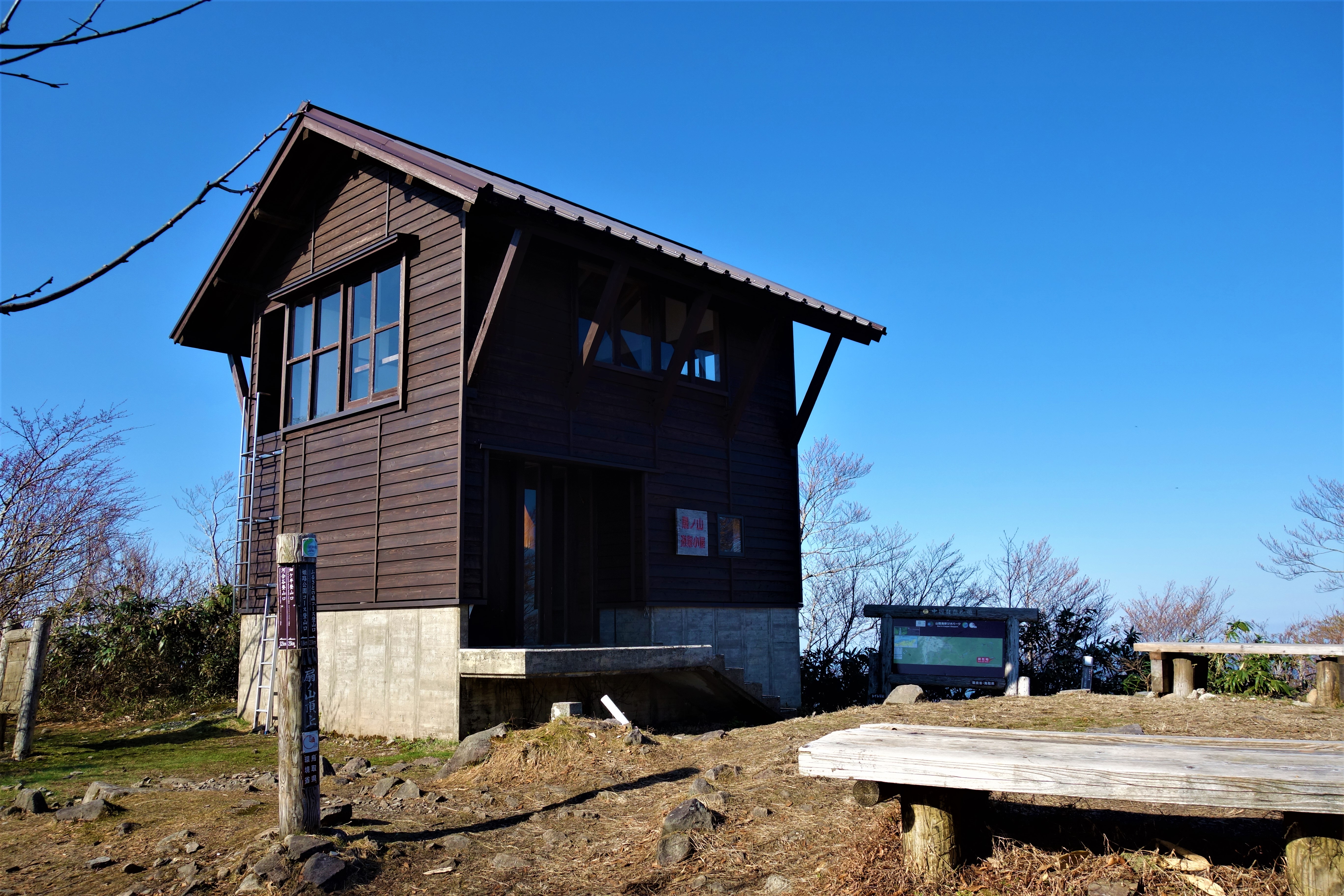
扇ノ山山頂と避難小屋
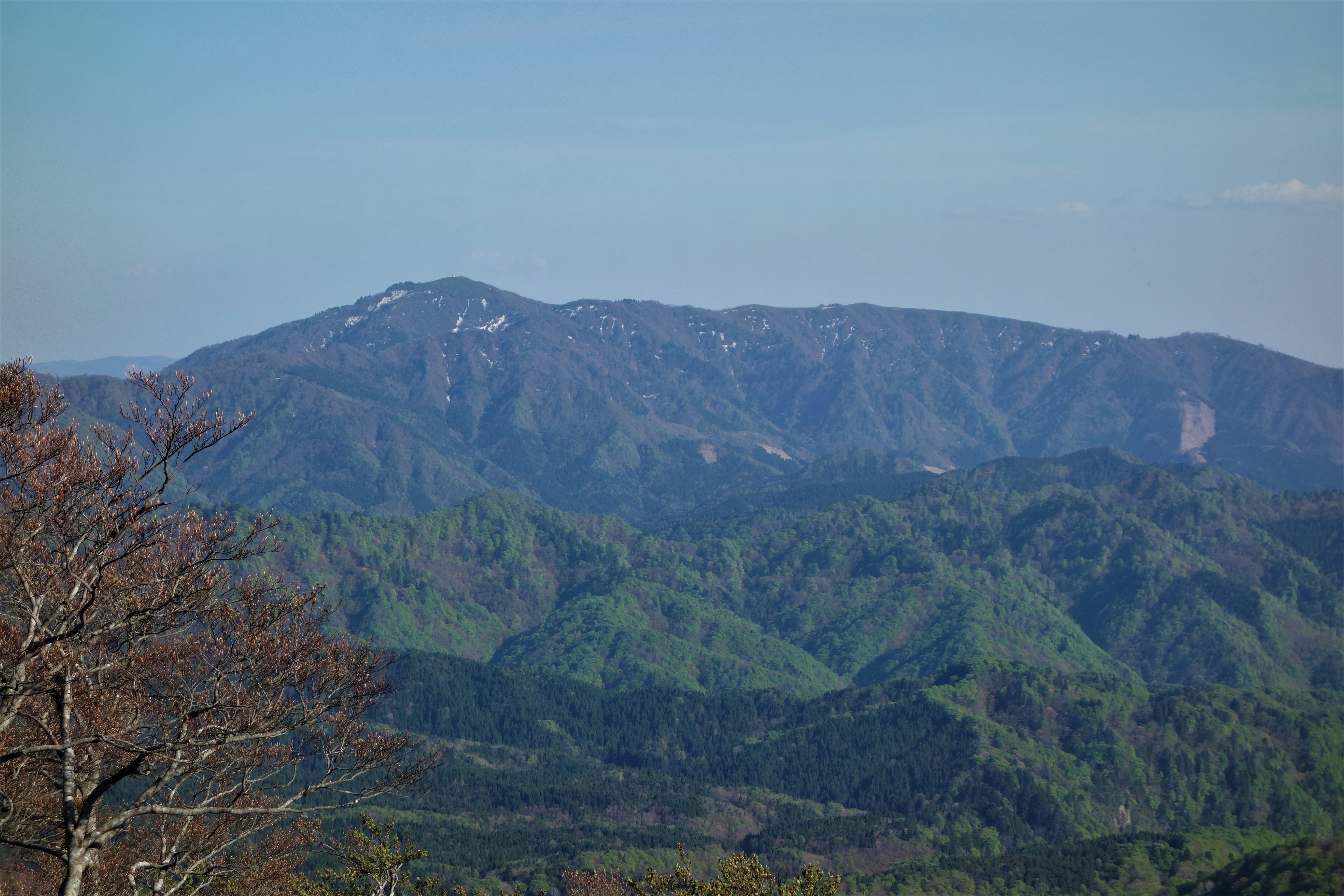
扇ノ山から見た氷ノ山
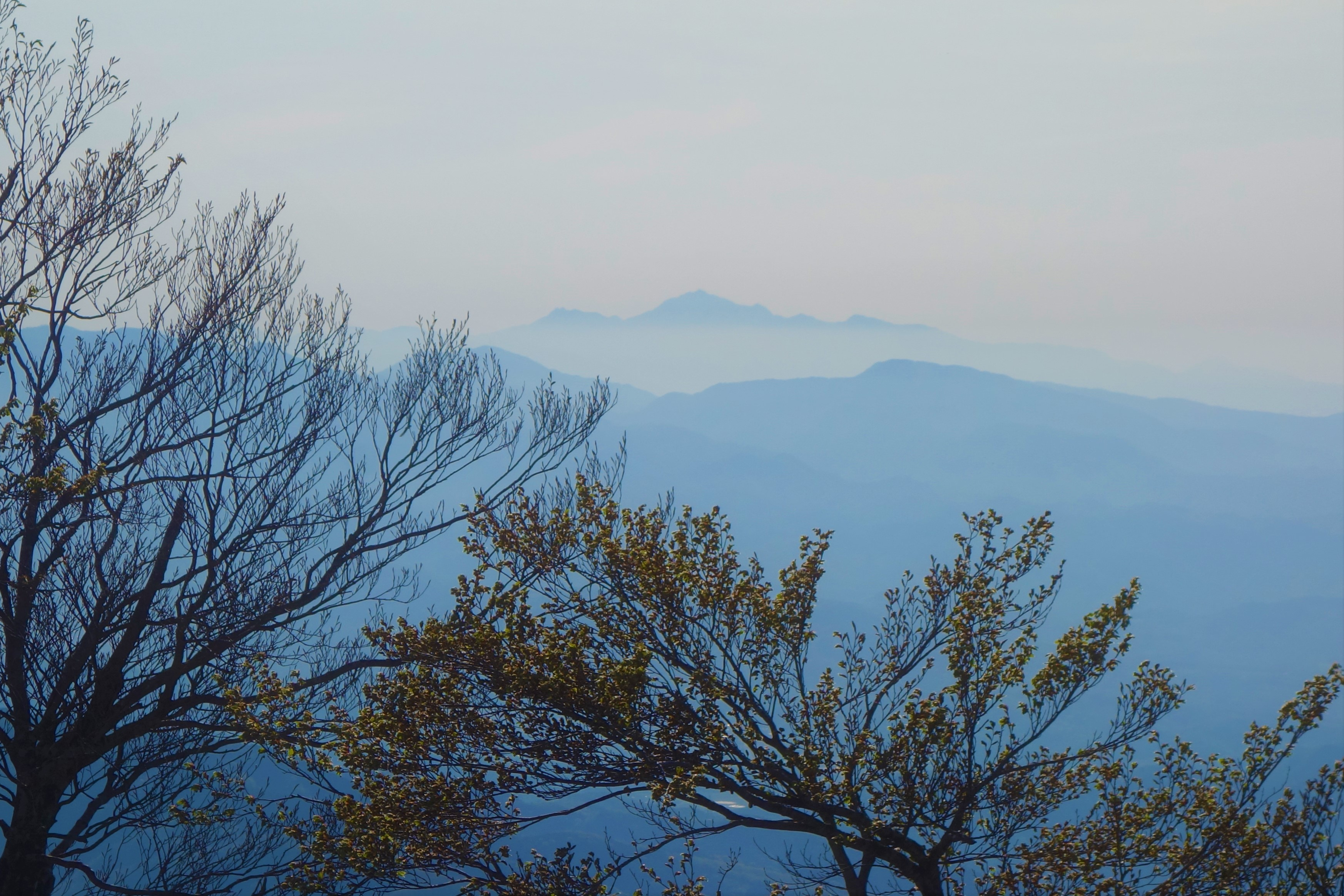
扇ノ山から見た大山
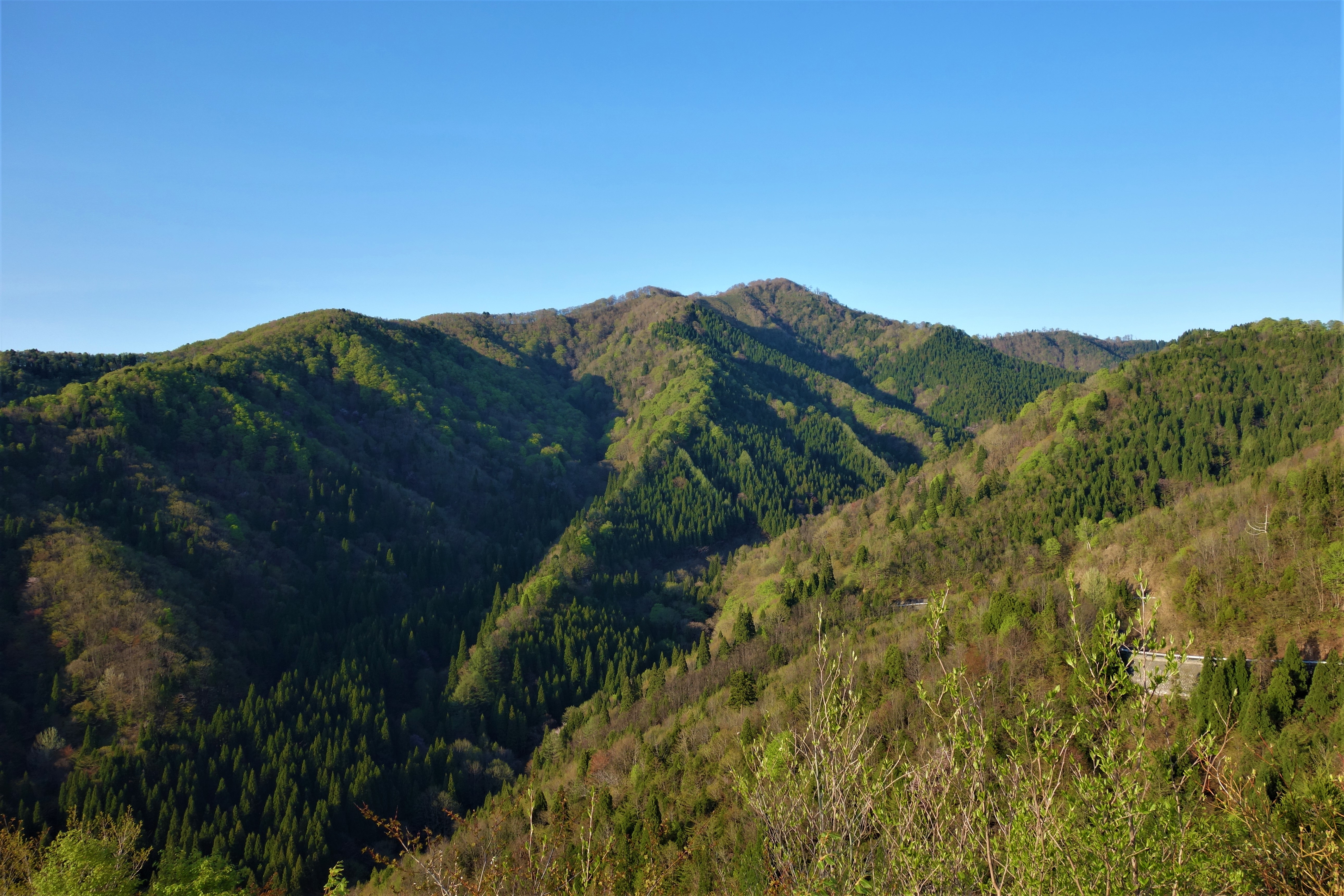
風の広場展望台から扇ノ山を眺める